# Petrochelidon nigricans
Petrochelidon nigricans là một loài chim trong họ Hirundinidae.